# Ministerstvo národní obrany (Polsko)

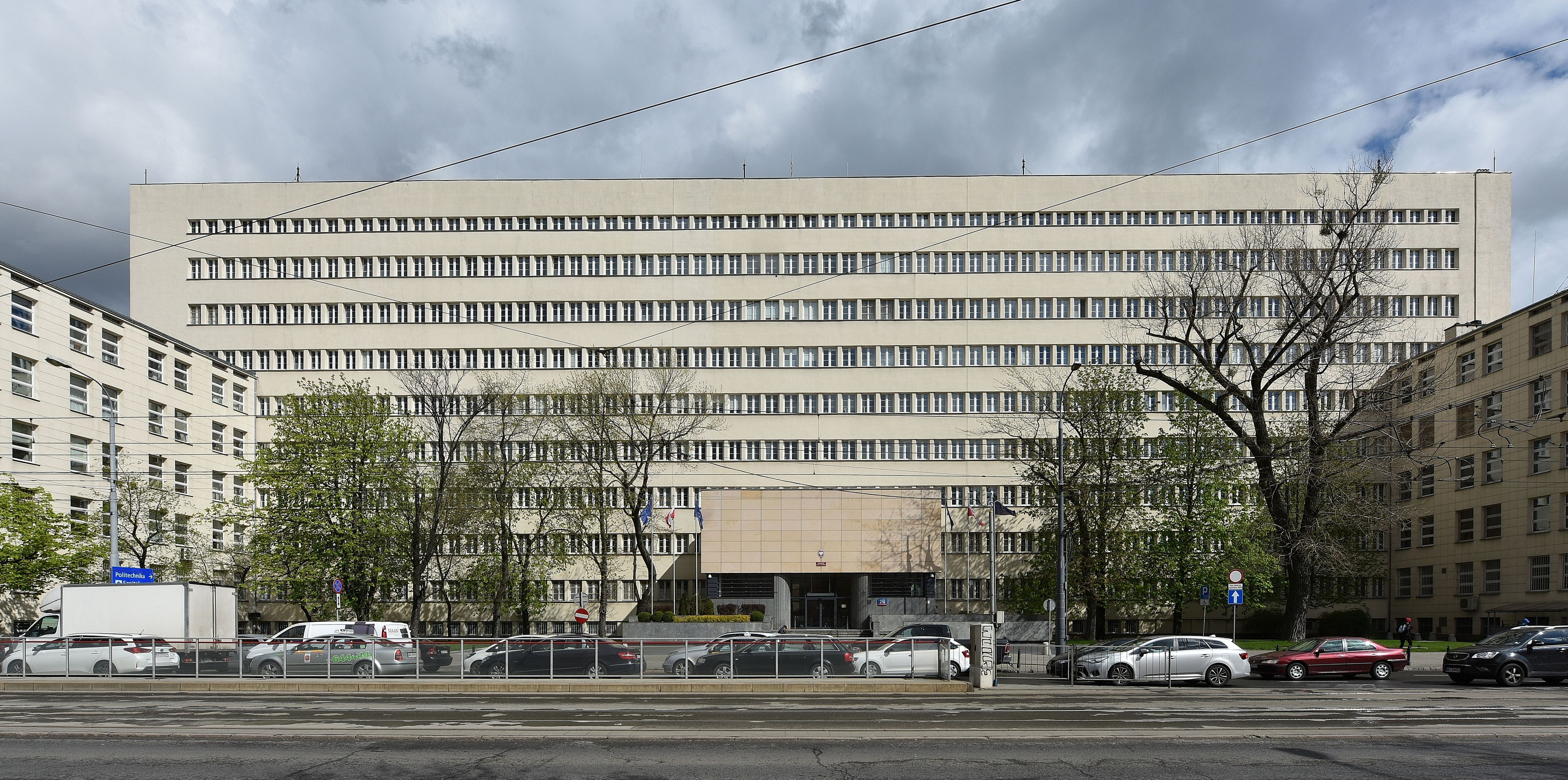
Budova polského Ministerstva národní obrany ve Varšavě

Ministerstvo národní obrany (polsky Ministerstwo Obrony Narodowej) je jedno z polských ministerstev.

## Ministři

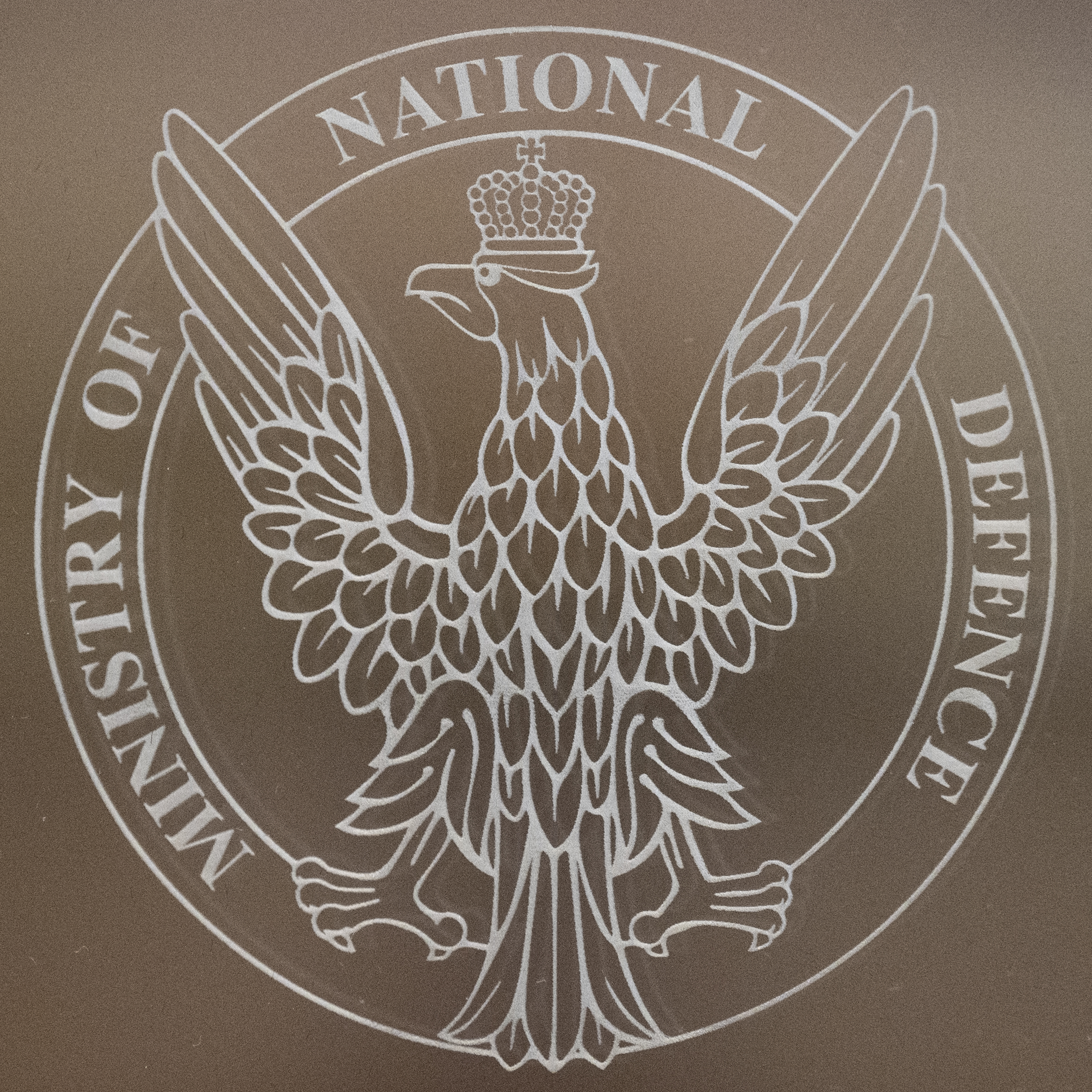

### 2. republika
- Edward Rydz-Śmigły
- Jan Wroczyński
- Józef Leśniewski
- Kazimierz Sosnkowski
- Aleksander Osiński
- Władysław Sikorski
- Lucjan Żeligowski
- Juliusz Tadeusz Tarnawa-Malczewski
- Józef Piłsudski
- Tadeusz Kasprzycki

### Exilová vláda
- Władysław Sikorski
- Marian Kukiel

### Polská lidová republika
- Michał Rola-Żymierski
- Konstantin Rokossovskij
- Marian Spychalski
- Wojciech Jaruzelski
- Florian Siwicki

### 3. republika
- Piotr Kołodziejczyk
- Jan Parys
- Romuald Szeremietiew
- Piotr Kołodziejczyk
- Jerzy Milewski
- Zbigniew Okoński
- Stanisław Dobrzański
- Janusz Onyszkiewicz
- Bronisław Komorowski
- Jerzy Szmajdziński
- Radosław Sikorski
- Aleksander Szczygło
- Bogdan Klich
- Tomasz Siemoniak
- Antoni Macierewicz
- Mariusz Błaszczak
- Władysław Kosiniak-Kamysz